# Wilfrid Fox Napier
Wilfrid Fox Napier O.F.M. (sinh 1941) là một Hồng y người Nam Phi của Giáo hội Công giáo Rôma. Ông hiện đảm nhận vị trí Tổng giám mục Tổng giáo phận Durban và Thành viên Hội đồng Kinh tế Tòa Thánh.

## Tiểu sử
Hồng y Napier sinh ngày 8 tháng 3 năm 1941 tại Swartberg, Nam Phi. Sau quá trình tu học, ngày 25 tháng 7 năm 1990, ông được thụ phong linh mục, thuộc Dòng Phanxicô, bởi Giám mục John Evangelist McBride, O.F.M., Giám mục chính tòa Giáo phận Kokstad.
Từ năm 1978, linh mục Napier là linh mục giám quản Giáo phận Koktad. Ngày 29 tháng 11 năm 1980, Tòa Thánh loan tin bổ nhiệm linh mục giám quản Wilfrid Fox Napier làm Giám mục chính tòa Giáo phận Kokstad. Lễ tấn phong cho Tân giám mục được cử hành sau đó vào ngày 28 tháng 2 năm 1981. Chủ phong cho vị tân chức là: Denis Eugene Hurley, O.M.I., Tổng giám mục Tổng giáo phận Durban. Hai phụ phong gồm Giám mục Phụ tá Durban Dominic Joseph Chwane Khumalo, O.M.I. và Andrew Zolile T. Brook, Giám mục Giáo phận Umtata. Vị tân giám mục chọn khẩu hiệu: Pax et bonum.
Song song với chức nhiệm chính, từ năm 1987 đến năm 1983, ông là Chủ tịch Hội đồng Giám mục Nam Phi. Từ năm 1988 đến năm 1984, ông là chủ tịch liên hội đồng giám mục các vùng thuộc Nam Phi.
Ngày 29 tháng 3 năm 1992, Tòa Thánh thăng Giám mục Napier thành Tổng giám mục Durban. Từ ngày 1 tháng 8 năm 1994 đến ngày 31 tháng 12 năm 2008, ông đảm nhận ví trí Giám quản Tông Tòa Giáo phận Umzimkulu. Từ năm 2000 đến năm 2008, ông tiếp tục đảm nhận vị trí Chủ tịch Hội đồng Giám mục Nam Phi. Ở Liên hội đồng Giám mục các vùng Nam Phi, ông tái đắc cử vị trí Chủ tịch năm 2003 và đảm nhiệm vị trí này đến năm 2006. Trong Công nghị Hồng y 2001 được cử hành ngày 21 tháng 2, Giáo hoàng Gioan Phaolô II vinh thăng Tổng giám mục Napier tước vị Hồng y Nhà thờ San Francesco d’Assisi ad Acilia. Ông là Ủy viên Hội đồng các Hồng y để nghiên cứu các vấn đề tổ chức và kinh tế của Tông Tòa từ ngày 3 tháng 2 năm 2007 đến ngày 24 tháng 2 năm 2014. Ngày 8 tháng 3 năm 2014, Giáo hoàng Phanxicô chọn Hồng y Napier làm Thành viên Hội đồng Kinh tế Tòa Thánh.